# Hípica
Hípica (também conhecido como Moradas da Hípica) é um bairro da zona sul da cidade brasileira de Porto Alegre, capital do estado do Rio Grande do Sul. Foi criado pela Lei Municipal n° 6.893 de 12 de setembro de 1991. Seus atuais limites foram definidos pela Lei 12.112 de 22 de agosto de 2016 .
O nome do bairro homenageia a Sociedade Hípica Porto-Alegrense, que possui suas instalações no local deste 1939.
Possui como vizinhos os bairros Aberta dos Morros, Ponta Grossa, Chapéu do Sol, Vila Nova , Campo Novo e Restinga.

## Características atuais[4]
A Sociedade Hípica, que dá nome ao bairro, já pertenceu aos bairros Belém Novo e Aberta dos Morros mas, a partir de 1991, passou a fazer parte do Hípica. Com uma área de 29 hectares, é considerada o melhor centro de hipismo de Porto Alegre.
A formação deste novo bairro se deu através de grandes loteamentos, sendo que alguns exigem que as construções sigam um determinado padrão e, outros que, possuindo preços mais acessíveis, não estipulam nenhum formato específico para as residências.
O bairro Hípica ainda apresenta muitas características rurais mas, aos poucos, esta paisagem vai dando lugar a alguns conglomerados urbanos, através do preenchimento dos vazios que ainda fazem parte da paisagem.

### Pontos de referência
- Condomínio Jardins do Lago
- Condomínio Moradas do Sul
- Residencial Lagos de Nova Ipanema
- Residencial Província do Porto
- Condomínio Altos do Lago
- Escola de Ensino Fundamental Araguaia
- Escola Estadual Maria Altina Araújo;
- Sociedade Hípica Porto Alegrense
- Super Kan - loja Hípica
- Escola Municipal de Ensino Fundamental Moradas da Hípica

## Limites atuais - Nova Lei de Bairros de 2016
Os limites atuais do Bairro são assim definidos pela Lei 12.112/2016:
Art. 5º Ficam definidas a descrição e a espacialização individual dos limites de cada bairro do Município de Porto Alegre, constantes do Anexo I (Mapa Geral – Espacialização dos Limites de Bairros de Porto Alegre) e do Anexo II (Mapas Específicos – Espacialização dos Limites de Cada Bairro de Porto Alegre) desta Lei, conforme segue:
(...)
XXXIV – Hípica, “ponto inicial e final: encontro da Avenida Edgar Pires de Castro com a Rua Manoel Marques de Fraga; desse ponto segue pela Rua Manoel Marques de Fraga até o seu final, ponto de coordenadas (pt 4) E: 281.666; N: 1.662.556; desse ponto segue por uma linha reta e imaginária até topo do Morro Tapera, ponto de coordenadas (pt 3) E: 281.556; N: 1.663.755, desse ponto segue a linha divisora de águas do Morro Tapera, por linha reta e imaginária, até a Estrada Jorge Pereira Nunes, ponto de coordenadas (pt 41) E: 282.012; N: 1.664.839, por essa até a Rua Granja Bela Vista, por essa até a Estrada Costa Gama, por essa até a Avenida Edgar Pires de Castro, por essa até a ponte sobre o Arroio do Salso, ponto de coordenadas (pt 116) E: 284.755; N: 1.661.933; segue a jusante pelo eixo desse arroio, na direção oeste, até a Rua Dorival Castilhos Machado, ponto de coordenadas (pt 117) E: 280884; N: 1660856, por essa até o entroncamento entre a Avenida Juca Batista e a Avenida Edgar Pires de Castro, por essa até a Rua Manoel Marques de Fraga, ponto inicial”, conforme Anexo II, 34;